# Rochegude (côtes-du-rhône villages)
Pour l’article homonyme, voir Rochegude.
Le rochegude, ou côtes-du-rhône villages Rochegude, est un vin produit sur la commune de Rochegude, dans le département de la Drôme.
Il s'agit d'une des 21 dénominations géographiques au sein de l'appellation d'origine contrôlée côtes-du-rhône-villages, dans la partie méridionale du vignoble de la vallée du Rhône.

## Histoire

### Antiquité
Le vicus d’Albagnanius (Albagnanet) était l’un des plus anciens de la région. On a trouvé sur son emplacement de nombreux objets de l’âge de pierre ainsi que plusieurs sarcophages gallo-romains notamment celui d’un personnage appelé Accarius. Cassius Severianus, l'intendant de la Narbonnaise, résida à Rochegude. Il fit graver un cippe, stèle funéraire. Ce cippe découvert sur le territoire de Rochegude, est aujourd’hui au Musée Calvet d’Avignon. Elle mesure 1,16 mètre de haut sur 0, 75 mètre de large, dont l’inscription rappelait son affection et celle de son épouse Veltia Maternilla pour Infantus, leur enfant chéri.

### Moyen Âge
Le village a longtemps dépendu par moitié du Comtat Venaissin et du Dauphiné, de là, pendant des siècles, une division en deux parties de la seigneurie, l’une comtadine, l’autre dauphinoise. Le village paraît avoir été détruit vers le XIVe siècle par les Compagnies des Routiers.

### Période moderne
Robert d’Acqueria en acquit la totalité en 1667. La seigneurie, d’abord indépendante, se confondit plus tard avec celle de Rochegude. Les bâtiments en ruine, à côté de l’église, sont les restes du prieuré que détruisit un incendie au XVIe siècle.

### Période contemporaine
Depuis la création du département de Vaucluse lors de la Révolution, le village drômois sépare ce département de l'enclave des papes.

## Étymologie
La forme la plus ancienne est Roca Acuta, attestée en 1236. Ce toponyme indique le village a été édifié sur une roche aiguë.

## Situation géographique
Rochegude est situé, dans le département de la Drôme, à 15 km au sud de Saint-Paul-Trois-Châteaux (chef-lieu du canton), à 15 km au nord d'Orange et à 8 km à l'est de Bollène.

### Climatologie
Ce terroir est situé dans la zone d’influence du climat méditerranéen. Les étés sont chauds et secs, liés à la remontée en altitude des anticyclones subtropicaux, entrecoupés d’épisodes orageux parfois violents. Les hivers sont doux. Les précipitations sont peu fréquentes et la neige rare. Le climat de ce terroir est soumis à un rythme à quatre temps : deux saisons sèches (une brève en hiver, une très longue et accentuée en été), deux saisons pluvieuses, en automne (pluies abondantes et brutales) et au printemps. Sa spécificité est son climat méditerranéen qui constitue un atout exceptionnel :
- Le mistral assainit le vignoble ;
- La saisonnalité des pluies est très marquée ;
- Les températures sont très chaudes pendant l'été.

| Mois                                                                      | Jan          | Fev          | Mar         | Avr         | Mai         | Jui         | Jui         | Aou         | Sep         | Oct         | Nov         | Dec          |
| ------------------------------------------------------------------------- | ------------ | ------------ | ----------- | ----------- | ----------- | ----------- | ----------- | ----------- | ----------- | ----------- | ----------- | ------------ |
| Records de températures minimales °C (Année)                              | -13,4 (1985) | -14,5 (1956) | -9,7 (2005) | -2,9 (1970) | 1,3 (1979)  | 5,7 (1984)  | 9,0 (1953)  | 8,3 (1974)  | 3,1 (1974)  | -1,1 (1973) | -5,4 (1952) | -14,4 (1962) |
| Records de températures maximales °C (Année)                              | 20,3 (2002)  | 23,0 (1960)  | 27,2 (1990) | 30,7 (2005) | 34,5 (2001) | 38,1 (2003) | 40,7 (1983) | 42,6 (2003) | 35,1 (1966) | 29,6 (1985) | 24,6 (1970) | 20,2 (1983)  |
| Source: https://www.linternaute.com/ville/ville/climat/25721/orange.shtml |              |              |             |             |             |             |             |             |             |             |             |              |

| Mois                                                              | Janv | Fév  | Mars | Avr  | Mai  | Juin | Juil | Août | Sept | Oct  | Nov  | Déc  | Année |
| ----------------------------------------------------------------- | ---- | ---- | ---- | ---- | ---- | ---- | ---- | ---- | ---- | ---- | ---- | ---- | ----- |
| Températures maximales moyennes (°C)                              | 9    | 11   | 14   | 18   | 22   | 26   | 30   | 29   | 25   | 20   | 13   | 10   | 18,9  |
| Températures minimales moyennes (°C)                              | 1    | 3    | 4    | 7    | 11   | 14   | 17   | 16   | 14   | 10   | 5    | 2    | 8,7   |
| Températures moyennes (°C)                                        | 5    | 7    | 9    | 13   | 16   | 20   | 23   | 23   | 19   | 15   | 9    | 6    | 13,8  |
| Moyennes mensuelles de précipitations (mm)                        | 44.4 | 57.5 | 61.1 | 58.9 | 72.4 | 43.6 | 27.8 | 56.3 | 67.6 | 97.4 | 57.7 | 48.9 | 693.4 |
| Source : Archives climatologiques mensuelles - Orange (1961-1990) |      |      |      |      |      |      |      |      |      |      |      |      |       |

## Vignoble

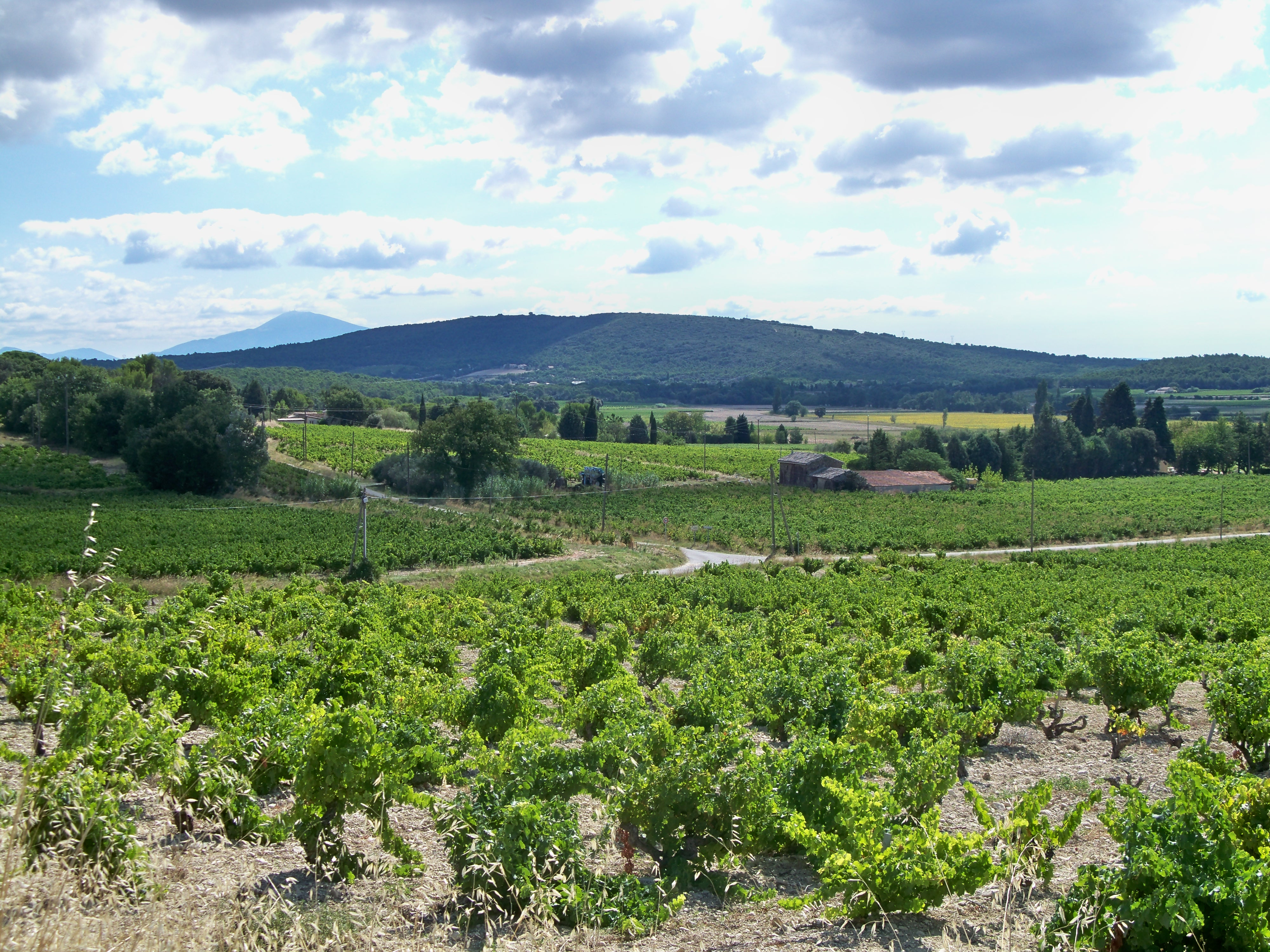
Vignoble de Rochegude.

### Présentation
Le vignoble s'étend sur la commune de Rochegude.

### Encépagement
Les rouges sont principalement fait à partir du grenache N, complété par de la syrah N, du mourvèdre N et accessoirement du brun argenté N (localement dénommé camarèse ou vaccarèse), du carignan N, du cinsaut N, de la counoise N, du muscardin N, du piquepoul noir N et du terret noir N.
Les blancs sont principalement fait avec du grenache blanc B, de la clairette B, de la Marsanne B, de la roussanne B, du bourboulenc B et du viognier B, complétés accessoirement par du piquepoul blanc B et de l'ugni blanc B.

### Les millésimes
Ils correspondent à ceux du vignoble de la vallée du Rhône. Ils sont notés : année exceptionnelle , grande année , bonne année ***, année moyenne **, année médiocre *.
| Caractéristiques | Article de qualité | ***                | ***                | Bon article        | Article de qualité | Bon article        | Bon article        | ***                | Bon article | Bon article        |
| Millésimes 1990 | 1999               | 1998               | 1997               | 1996               | 1995               | 1994               | 1993               | 1992               | 1991        | 1990               |
| Caractéristiques | ***                | ***                | **                 | ***                | Bon article        | **                 | **                 | **                 | ***         | Article de qualité |
| Millésimes 1980 | 1989               | 1988               | 1987               | 1986               | 1985               | 1984               | 1983               | 1982               | 1981        | 1980               |
| Caractéristiques | Article de qualité | Article de qualité | Bon article        | ***                | Article de qualité | **                 | Bon article        | ***                | Bon article | Article de qualité |
| Millésimes 1970 | 1979               | 1978               | 1977               | 1976               | 1975               | 1974               | 1973               | 19722              | 1971        | 1970               |
| Caractéristiques | Bon article        | Article de qualité | Bon article        | **                 | ***                | Bon article        | ***                | **                 | **          | Article de qualité |
| Millésimes 1960 | 1969               | 1968               | 1967               | 1966               | 1965               | 1964               | 1963               | 1962               | 1961        | 1960               |
| Caractéristiques | **                 | *                  | Article de qualité | Article de qualité | ***                | ***                | **                 | **                 | ***         | Article de qualité |
| Millésimes 1950 | 1959               | 1958               | 1957               | 1956               | 1955               | 1954               | 1953               | 1952               | 1951        | 1950               |
| Caractéristiques | Bon article        | Bon article        | Article de qualité | Bon article        | Bon article        | ***                | Bon article        | Article de qualité | **          | Article de qualité |
| Millésimes 1940 | 1949               | 1948               | 1947               | 1946               | 1945               | 1944               | 1943               | 1942               | 1941        | 1940               |
| Caractéristiques | Article de qualité | Article de qualité | Article de qualité | Bon article        | Article de qualité | **                 | Article de qualité | Bon article        | **          | **                 |
| Millésimes 1930 | 1939               | 1938               | 1937               | 1936               | 1935               | 1934               | 1933               | 1932               | 1931        | 1930               |
| Caractéristiques | *                  | Bon article        | Bon article        | ***                | **                 | Article de qualité | Article de qualité | **                 | **          | **                 |
| Millésimes 1920 | 1929               | 1928               | 1927               | 1926               | 1925               | 1924               | 1923               | 1922               | 1921        | 1920               |
| Caractéristiques | Article de qualité | Article de qualité | **                 | Bon article        | **                 | Bon article        | Bon article        | **                 | Bon article | Bon article        |
| Sources : Yves Renouil (sous la direction), Dictionnaire du vin, Éd. Féret et fils, Bordeaux, 1962 ; Alexis Lichine, Encyclopédie des vins et alcools de tous les pays, Éd. Robert Laffont-Bouquins, Paris, 1984, Les millésimes de la vallée du Rhône & Les grands millésimes de la vallée du Rhône |                    |                    |                    |                    |                    |                    |                    |                    |             |                    |

Soit sur 90 ans, 24 années exceptionnelles, 26 grandes années, 16 bonnes années, 22 années moyennes et 2 années médiocres.

### Type de vins et gastronomie
Le baron Pierre Le Roy de Boiseaumarié trouvait ce vin rouge remarquable par sa finesse, sa générosité et surtout par un bouquet sui generis que ne possédait aucun autre vin des côtes-du-rhône. Ses rouges élégants, légers tout en étant chaleureux dégagent un bouquet complexe de notes fruitées.

### Commercialisation
Le syndicat des vignerons de l'appellation est représenté au sein de la Commanderie des Costes du Rhône, confrérie vigneronne, qui tient ses assises au château de Suze-la-Rousse, siège de l'Université du vin.

## Les principaux producteurs de l'appellation
- Cave des Vignerons de Rochegude
- Domaine de la Chesnay

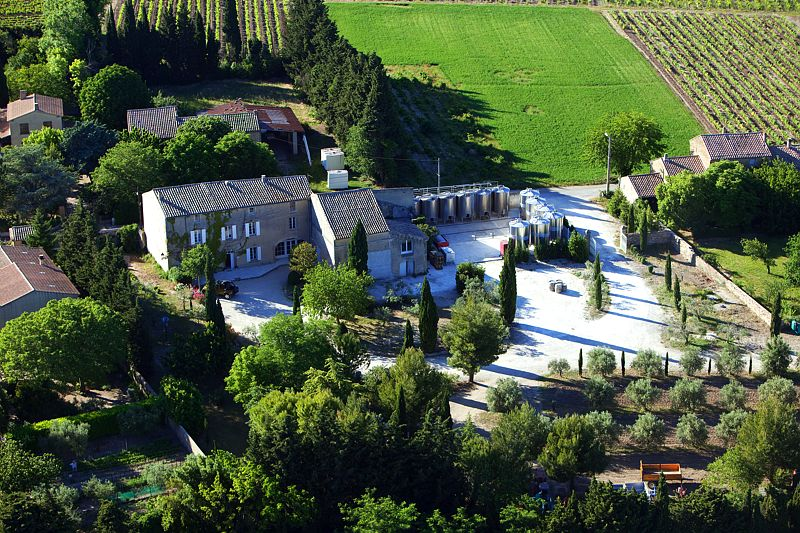
Domaine des 5 Sens

- Domaine des 5 Sens
- Domaine du Gourget
- Vincent Baumet, Vigneron
- Chateau les 4 filles
- Domaine de la Grand'Ribe
- Château de Lignane

### Caveaux de dégustation
Une charte de qualité, à laquelle adhèrent caves et domaines de Rochegude, a été mise en place dans la vallée du Rhône par Inter Rhône. Elle propose trois catégories différentes d'accueil en fonction des prestations offertes par les professionnels.
La première - dite accueil de qualité - définit les conditions de cet accueil. Un panneau à l'entrée doit signaler que celui-ci est adhérent à la charte. Ce qui exige que ses abords soient en parfait état et entretenus et qu'il dispose d'un parking proche. L'intérieur du caveau doit disposer d'un sanitaire et d'un point d'eau, les visiteurs peuvent s'asseoir et ils ont de plus l'assurance que locaux et ensemble du matériel utilisé sont d'une propreté irréprochable (sols, table de dégustation, crachoirs, verres).
L'achat de vin à l'issue de la dégustation n'est jamais obligatoire. Celle-ci s'est faite dans des verres de qualité (minimum INAO). Les vins ont été servis à température idéale et les enfants se sont vu proposer des jus de fruits ou des jus de raisin. Outre l'affichage de ses horaires et des permanences, le caveau dispose de fiches techniques sur les vins, affiche les prix et offre des brochures touristiques sur l'appellation.
Caveaux à Rochegude
La seconde - dite accueil de service - précise que le caveau est ouvert cinq jours sur sept toute l'année et six jours sur sept de juin à septembre. La dégustation se fait dans des verres cristallins voire en cristal. Accessible aux personnes à mobilité réduite, il est chauffé l'hiver et frais l'été, de plus il dispose d'un éclairage satisfaisant (néons interdits). Sa décoration est en relation avec la vigne et le vin, une carte de l'appellation est affichée. Il dispose d'un site internet et fournit à sa clientèle des informations sur la gastronomie et les produits agroalimentaires locaux, les lieux touristiques et les autres caveaux adhérant à la charte. Des plus les fiches techniques sur les vins proposés sont disponibles en anglais
Caveaux à Rochegude
La troisième - dite accueil d'excellence - propose d'autres services dont la mise en relation avec d'autres caveaux, la réservation de restaurants ou d'hébergements. Le caveau assure l'expédition en France pour un minimum de vingt-quatre bouteilles. Il dispose d'un site Internet en version anglaise et le personnel d'accueil parle au moins l'anglais.
Caveaux à Rochegude

## La place de Rochegude parmi les côtes-du-rhône villages
| Dénominations              | Surface et production | Surface et production | Communes ayant droit à une des dénominations géographiques                            |
| Dénominations              | hectares              | hectolitres           | Communes ayant droit à une des dénominations géographiques                            |
| -------------------------- | --------------------- | --------------------- | ------------------------------------------------------------------------------------- |
| Cairanne                   | 760                   | 24 540                | Cairanne                                                                              |
| Chusclan                   | 259                   | 9 576                 | Chusclan, Orsan, Bagnols-sur-Cèze, Codolet, Saint-Étienne-des-Sorts                   |
| Laudun                     | 298                   | 11 315                | Laudun, Saint-Victor-la-Coste, Tresques                                               |
| Massif-d'uchaux            | 178                   | 5 830                 | Lagarde-Paréol, Mondragon, Piolenc, Uchaux et une partie de Sérignan-du-Comtat        |
| Nyons                      | 345                   | 2 549                 | Mirabel-aux-Baronnies, Nyons, Piégon, Venterol                                        |
| Plan-de-dieu               | 367                   | 2 851                 | Camaret-sur-Aigues, Jonquières, Travaillan, Violès                                    |
| Puyméras                   | 81                    | 3 243                 | Mérindol-les-Oliviers, Mollans-sur-Ouvèze, Faucon, Saint-Romain-en-Viennois, Puyméras |
| Roaix                      | 96                    | 3 176                 | Roaix                                                                                 |
| Rochegude                  | 135                   | 4 462                 | Rochegude                                                                             |
| Rousset-les-vignes         | 52                    | 2 041                 | Rousset-les-Vignes                                                                    |
| Sablet                     | 230                   | 8 163                 | Sablet                                                                                |
| Saint-gervais              | 137                   | 5 019                 | Saint-Gervais                                                                         |
| Saint-maurice-sur-eygues   | 136                   | 4 982                 | Saint-Maurice-sur-Eygues                                                              |
| Saint-pantaléon-les-vignes | 61                    | 2 037                 | Saint-Pantaléon-les-Vignes                                                            |
| Séguret                    | 268                   | 9 176                 | Séguret                                                                               |
| Signargues                 | 600                   | 18 000                | Domazan, Estézargues, Rochefort-du-Gard, Saze                                         |
| Valréas                    | 479                   | 16 883                | Valréas                                                                               |
| Visan                      | 419                   | 14 510                | Visan                                                                                 |